# Alliance américaine anticommuniste
Pour les articles homonymes, voir AAA.
L'Alliance américaine anticommuniste ou Triple A était un groupe paramilitare d'extrême droite qui opérait en Colombie pendant la présidence de Julio César Turbay Ayala, notamment de 1978 à 1980 ; plusieurs actes terroristes et de guerre sale de contre-insurrection leur ont été attribués ,.

## Débuts et histoire

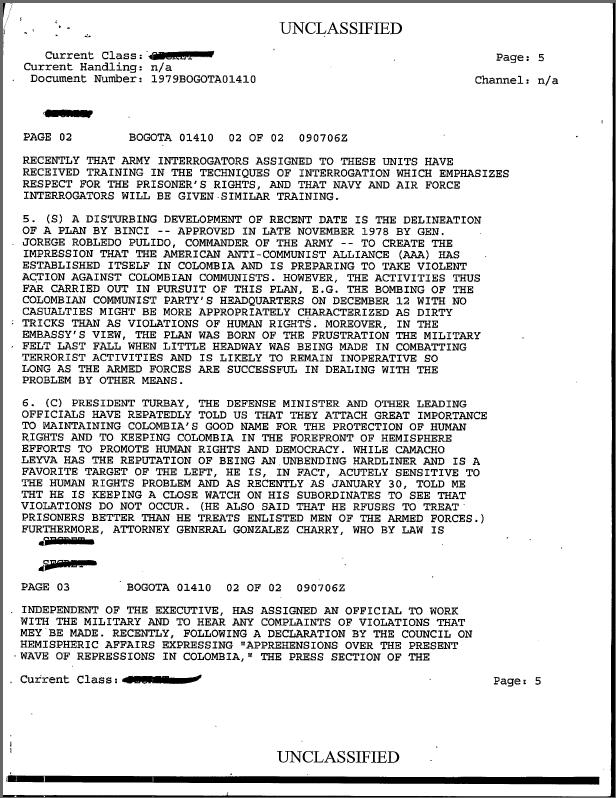
Document déclassifié de l'ambassade des États-Unis à Bogota de la fondation de l'alliance

L'existence du groupe et l'identité de quelques uns de ses membres ont été découvertes pour la première fois dans le quotidien mexicain El Día en 1980, et ont été confirmées en Argentine, pendant les recherches sur les crimes perpétrés par la dictature militaire, par la relation qu'ils ont entretenu avec l'organisation terroriste argentine Alliance anticommuniste argentine.
Le journaliste Daniel van Sanders, qui était correspondant en Colombie à la fin des années 1970 et au début des années 1980, écrivait au sujet de l'organisation terroriste : « Ce qui est particulier c'est que les opérations de la Triple A, même si elles étaient jugées "inquiétantes” par la communauté internationale des ambassadeurs en Colombie, n'ont jamais été considérées comme des violations concrètes des droits humains, malgré les assassinats sélectifs, les disparitions forcées et les bombardements aux sièges de la revue Alternativa, des journaux El Bogotano et Voz Proletaria, outre celui du Parti communiste colombien. Ces événements étaient considérés par le gouvernement colombien du président Turbay comme des actes sales entre groupes de gauche, mais personne n'a jamais été inquiété par la justice pour ces faits ».

## Militaires impliqués
Au sein du groupe de militaires ayant intégré ces escadrons se trouvent :
- Colonel. Humberto Cardona Orozco.
- Lieutenant-colonel Farouk Yanine Díaz, instructeur à l'École des Amériques en 1977, aurait amené en Colombie des terroristes argentins en 1978.
- Lieutenant-colonel Iván Ramírez Quintero, qui deviendra général et commandant de l'Armée.
- Lieutenant-colonel Harold Bedoya[4].
- Major Jorge Flórez Suárez.
- Capitaine Álvaro Hurtado.
- Lieutenant Mario Montoya Uribe, qui deviendra général et commandant des Forces militaires[5],[6],[7].
- Cap premier Ernesto Rivera.
- Intendant adjoint Manuel Ignacio Ardila.
- Adjoint spécial Jorge E. Padilla.
- Adjoint spécial Luis Gerardo Ange Tobar.

## Crimes
Cette organisation avait un style similaire à celui des organisations terroristes d'extrême droite européennes du milieu du XXe siècle avec l'assassinat sélectif, la disparition forcée et les bombes comme principales armes de terreur.
- Assassinats sélectifs[9].
- Disparitions forcées.
- Tortures[10].
- Bombardements aux sièges de la revue Alternativa, les journaux Le Bogotano et Voz Proletaria, outre le Parti communiste colombien[11],[1].

## Implications internationales
Selon les documents des rapports d'intelligence correspondants aux années 1978 et 1979 de l'Agence de Sécurité Nationale dirigée par Diego Asensio, alors ambassadeur des États-Unis, décrivait leurs actions comme « des événements propres à la conjoncture historique en Amérique du Sud dans sa lutte contre l'agression communiste » et les voyait comme nécessaires pour « arrêter l'avancée communiste », aussi bien des groupes insurgés que des organisations légales,.
Certains analystes politiques ont considéré que l'Alliance Américaine Anticommuniste a participé à l'Opération Condor de la CIA ; et que, idéologiquement parlant, il aurait été le prédécesseur d'autres groupes paramilitaires colombiens, notamment Autodéfenses unies de Colombie,.